# Fritz Güttinger
Fritz Güttinger (* 30. Januar 1907 in Zürich; † 21. Mai 1992 ebenda) war ein Schweizer Übersetzer, Pädagoge und Literaturwissenschaftler. 

## Leben
Fritz Güttinger kam am 30. Januar 1907 in Zürich als Sohn des Sekundarlehrers Johann Friedrich Güttinger und der Emma, geborene Duttweiler, zur Welt. Güttinger studierte Germanistik und Anglistik an der Universität Zürich, wo er 1938 promoviert wurde. In der Folge unterrichtete er von 1946 bis 1975 Englisch an der Kantonsschule Winterthur. Außerdem war er Literaturkritiker bei der Neuen Zürcher Zeitung, beim Bund und bei der Tat. Er trat als Übersetzer englischsprachiger Klassiker hervor, insbesondere Boswells und Melvilles. Außerdem leistete er Massgebliches zur Analyse des Stummfilms und war eng befreundet mit Thornton Wilder.
Fritz Güttinger heiratete im Jahr 1960 Elsbeth Charlotte, geborene Mahler. Er verstarb 85-jährig, am 21. Mai 1992, in seiner Geburtsstadt Zürich.

## Wirken
Fritz Güttinger veröffentlichte 1944 die erste vollständige deutsche Ausgabe von Moby Dick. Als Filmsammler und -historiker galt sein besonderes Interesse dem Stummfilm als sinnliche Erfahrung und ästhetisches Phänomen. Seine sprachwissenschaftliche Annäherung an den Film machte in der Schweiz und in Deutschland Schule.
Im Jahr 1969 wurde Fritz Güttinger mit dem Preis der Max Geilinger-Stiftung für seine gesamten Übersetzungen englischsprachiger Literatur ausgezeichnet.

## Werke (Auswahl)
- Die romantische Komödie und das deutsche Lustspiel. Huber, Frauenfeld u. a. 1939 (= Wege zur Dichtung. Band 34, ZDB-ID 525072-9, zugleich Dissertation an der Universität Zürich DNB 580049450).
- Zielsprache. Theorie und Technik des Übersetzens. Manesse, Zürich 1963 (DNB 451726081).
- Ein Stall voll Steckenpferde. Über amerikanische und englische Literatur, nicht ganz ohne Film. Manesse, Zürich 1966 (DNB 456840958).
- Der Stummfilm im Zitat der Zeit. Deutsches Filmmuseum, Frankfurt am Main 1984, ISBN 3-88799-005-6.
- Köpfen Sie mal ein Ei in Zeitlupe! Streifzüge durch die Welt des Stummfilms. Neue Zürcher Zeitung, Zürich 1992, ISBN 3-85823-373-0.